# A Time for Dying
A Time for Dying é um filme estadunidense de 1969 do gênero faroeste, dirigido por Budd Boetticher e estrelado por Richard Lapp e Anne Randall.